# 阿克陶站
阿克陶站（维吾尔语：ئاقتو ۋوگزالى，拉丁维文：Aqto Wogzali），位于中华人民共和国新疆维吾尔自治区克孜勒苏柯尔克孜自治州阿克陶县，是喀和铁路上的火车站，2011年6月20日启用，由中国铁路乌鲁木齐局集团喀什车务段管辖。
此站是中國最西端的火車站。